# 阿德拉诺

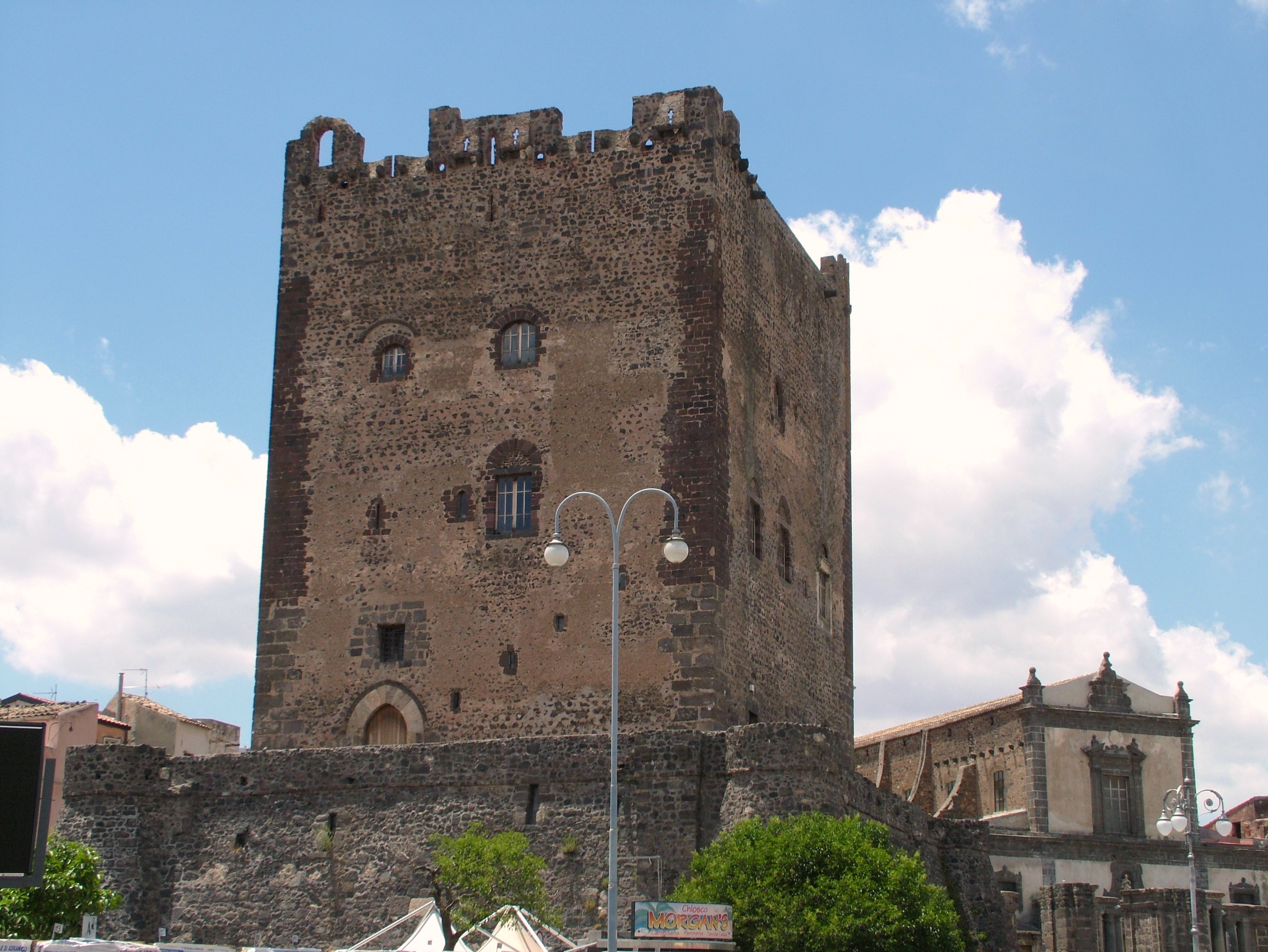
市镇内的城堡

阿德拉诺（Adrano）是意大利西西里大区卡塔尼亞廣域市的一个市镇，面积82.51平方公里，人口36,245人（2007年）。